# السكك الحديدية من باريس إلى ليون وإلى البحر الأبيض المتوسط

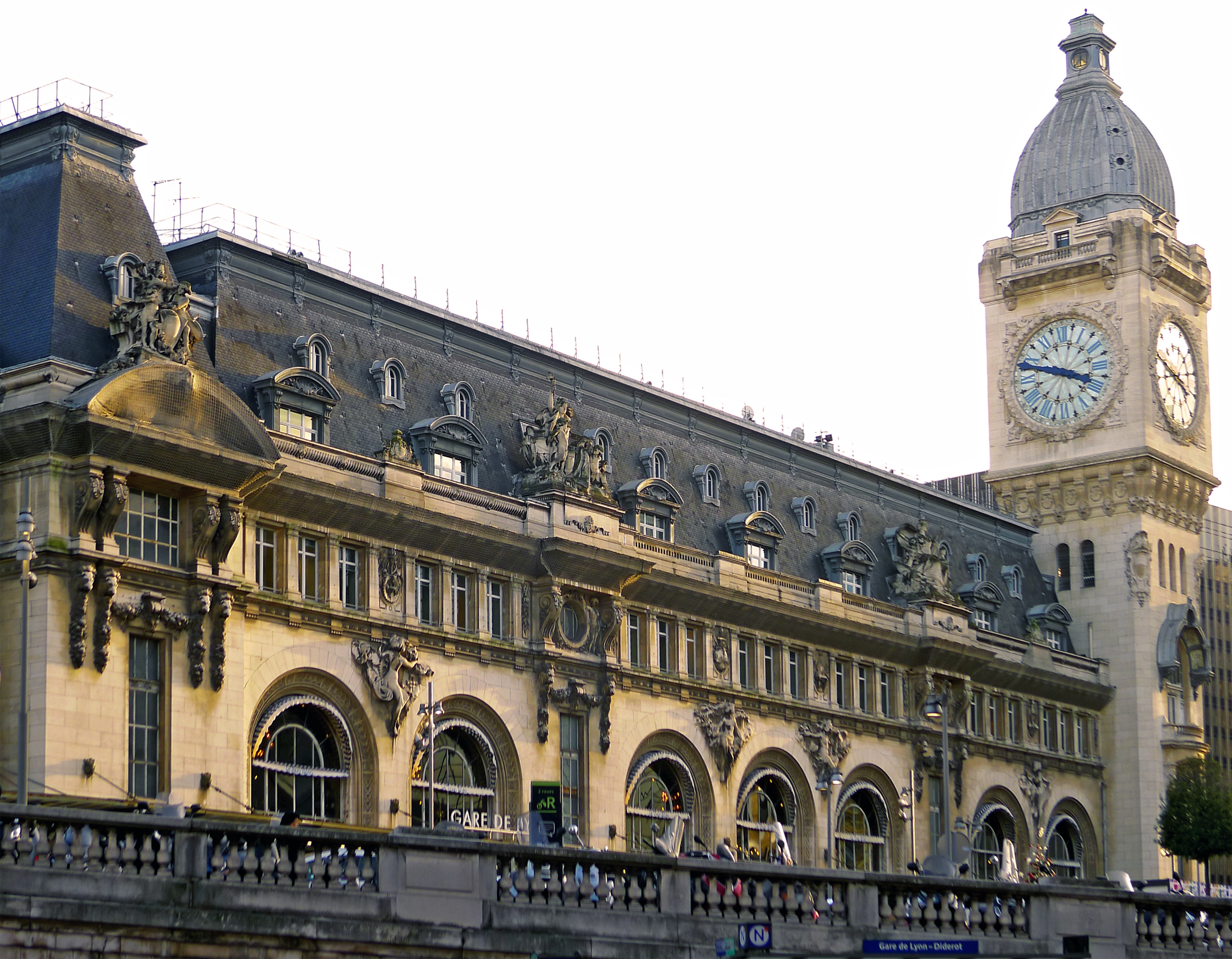
كانت محطة ليون في باريس مركزًا رئيسيًا للشركة.

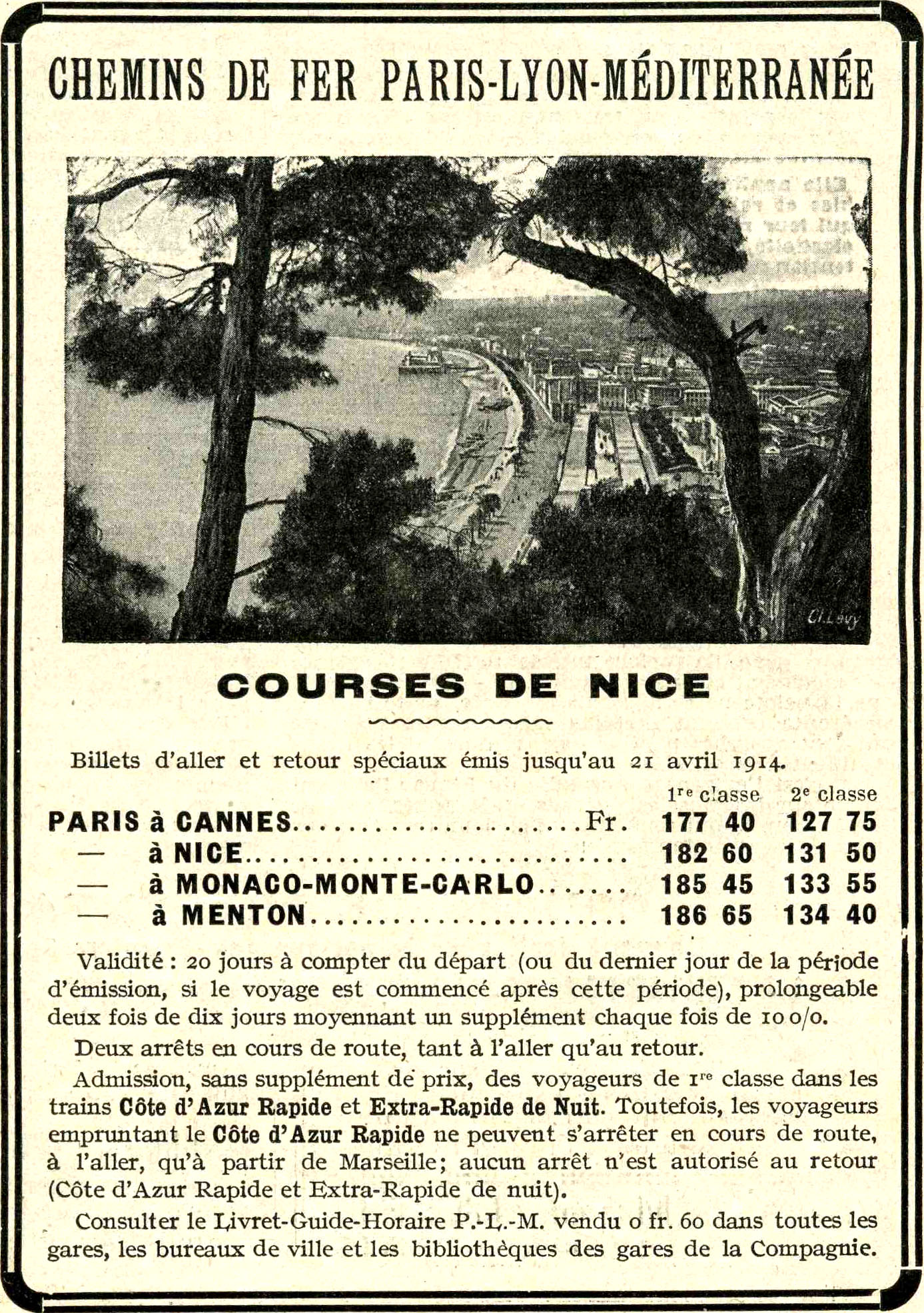
إعلان عام 1914 في لو ميروير

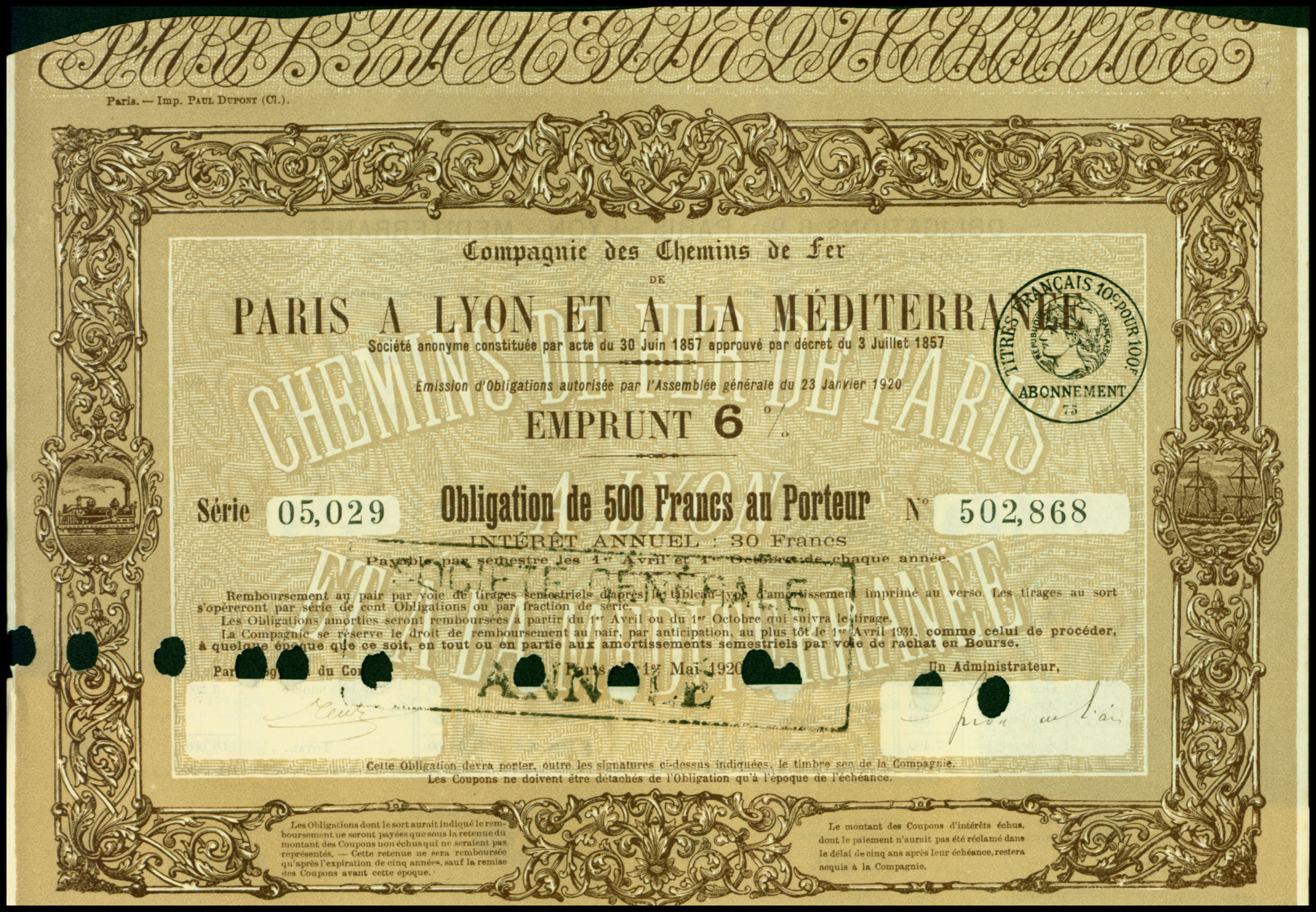
سندات شركة السكك الحديدية من باريس إلى ليون وإلى البحر الأبيض المتوسط، الصادرة في 1 مايو 1920

شركة السكك الحديدية من باريس إلى ليون وإلى البحر الأبيض المتوسط (المعروفة أيضًا باسم Chemins de fer Paris-Lyon-Méditerranée أو PLM ببساطة)، التي تأسست عام 1857، كانت إحدى شركات السكك الحديدية الرئيسة في فرنسا حتى تأميم جميع السكك الحديدية الفرنسية وتأسيس الشركة الوطنية للسكك الحديدية (SNCF) في 1 يناير 1938. 

## التاريخ
تأسست شركة السكك الحديدية الفرنسية في 3 يوليو 1857، ونمت بين عامي 1858 و1862 بعد اندماج شركتي باريس–ليون وليون–البحر الأبيض المتوسط السابقتين، فضلاً عن دمج عدد من خطوط السكك الحديدية الأصغر لاحقًا. كان خط السكك الحديدية العام يعمل بشكل رئيس في جنوب شرق فرنسا، من خلال خط رئيس يربط باريس بالريفييرا الفرنسية عن طريق ديجون وليون ومرسيليا. وكانت الشركة أيضًا مشغلًا للسكك الحديدية في الجزائر.
دُمجت الشركة في عام 1938 في الشركة الوطنية للسكك الحديدية المملوكة للدولة في الغالب، وأصبحت شبكتها المنطقة الجنوبية الشرقية لشركة SNCF.

## الأعمال الفنية
كلفت الشركة فنان الملصقات روجر بروديرز [الإنجليزية] برعاية رحلته إلى الريفييرا الفرنسية وجبال الألب الفرنسية [الإنجليزية] حتى يتمكن من زيارة مواضيع عمله. لا تزال مطبوعات الملصقات السياحية التي صُممت لصالح الشركة متاحة تجارياً. واصل العديد من رساميهم [الإنجليزية] مسيرتهم المهنية البارزة، بما في ذلك ألفريد جريفين [الإنجليزية] وديفيد ديلبيان [الإنجليزية].
- 1895 ملصق الشركة بواسطة Hugo D'Alesi لتعزيز منطقة دوفينيه
- 1895 ملصق الشركة من قبل هنري غانيير لتعزيز المنطقة savoie
- 1895 ملصق الشركة بواسطة Hugo D'Alesi لتعزيز منطقة  جنيف
- 1900 ملصق الشركة بواسطة Hugo D'Alesi لتعزيز منطقة الريفيرا الفرنسية
- 1905 ملصق الشركة  من قبل هنري غانيير لتعزيز منطقة  جورا

## المقر الرئيس في باريس

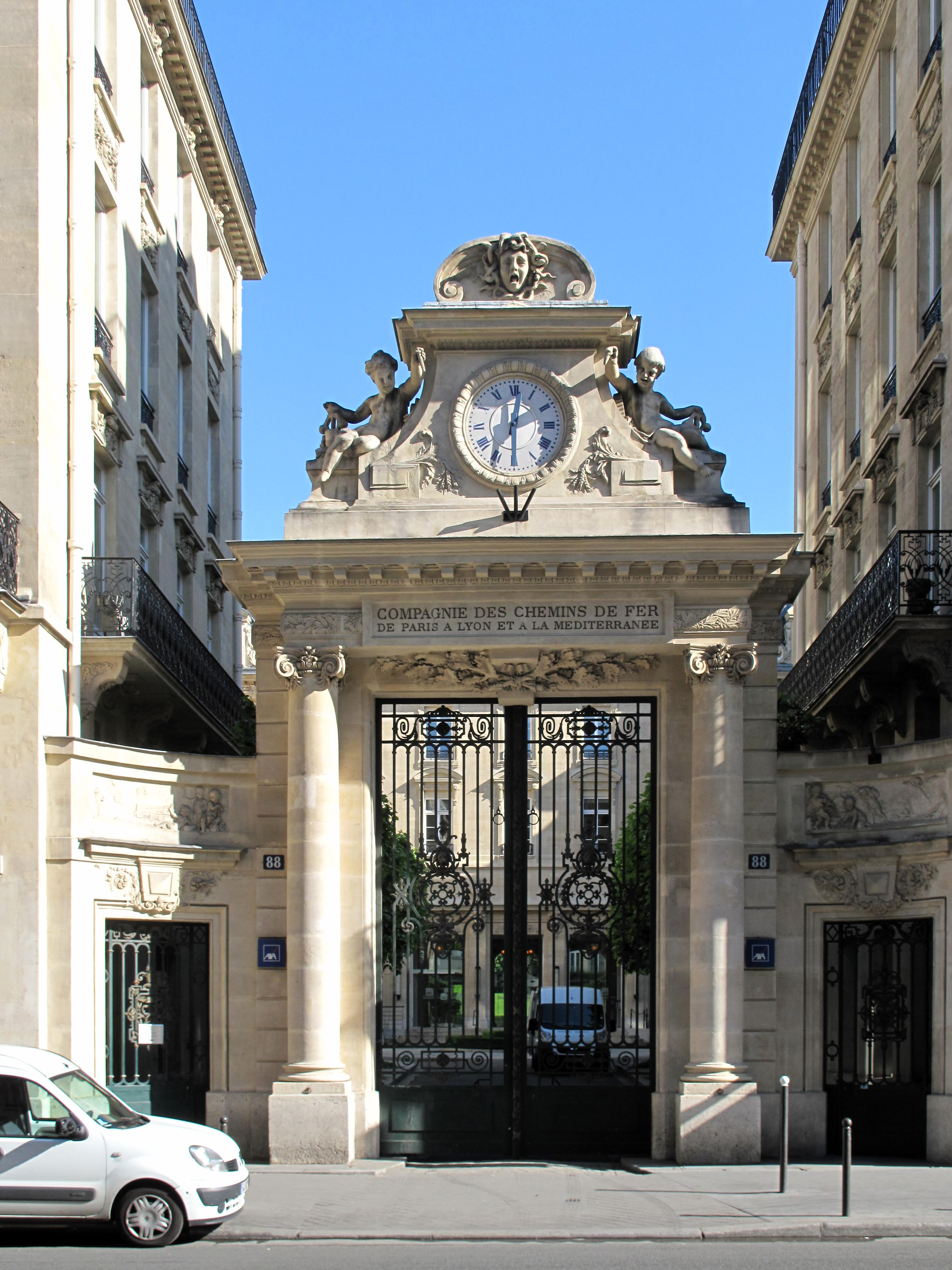
مدخل مجمع المقر الرئيسي في شارع سان لازار رقم 88 في باريس، صُور في عام 2009

كان المقر الرئيسي للشركة هو المبنى الرئيس الأكثر فخامة بين جميع شركات السكك الحديدية الفرنسية. بُني في أواخر ستينيات القرن التاسع عشر على الأراضي السابقة لحديقة تيفولي [الإنجليزية]، مع المدخل الرئيسي في 88 شارع سانت لازار [الإنجليزية].
بمجرد إنشاء شركة السكك الحديدية الفرنسية في 1 يناير 1938، أصبح المقر الرئيس السابق للشركة هو المقر الرئيس للشركة الحكومية الجديدة. ظل المقر الرئيسي للشركة الوطنية للسكك الحديدية (SNCF) هناك حتى عام 1999 عندما انتقل إلى مبنى جديد بجوار محطة مونبارناس. اشترى لاحقًا الذراع التأمينية لبنك كريدي أجريكول مبنى الشركة السابق ، وجُدد وفقًا لخطط المهندس المعماري أنتوني بيتشو، وسُمي لو تريفولي ( Le Tivoli) مع الإشارة إلى تاريخ الموقع قبل السكك الحديدية. منذ عام 2003 أصبح مكتبًا لشركة أكسا ثم منذ عام 2014 أصبح المكتب الرئيس لشركة التأمين كوفيا.
- فناء مقر الشركة الذي جُدّد
- تفاصيل بوابة المدخل ، بعد استبدال اسم PLM بواسطة "Le Tivoli" في 2010s